# Wydział Mechaniczny Uniwersytetu Radomskiego
Wydział Mechaniczny Uniwersytetu Radomskiego – najstarszy z 8 wydziałów Uniwersytetu Radomskiego.

## Historia Wydziału
Wydział Mechaniczny rozpoczął swoją działalność w 1950 r. w ramach jedno wydziałowej Wieczorowej Szkoły Inżynierskiej NOT w Radomiu. Na wydziale prowadzono studia z dziedzin: precyzyjnej produkcji masowej, odlewniczym i konstrukcyjnym. Wydział działał nieprzerwanie w upaństwowionej WSI w 1951 r. i przekształconej w Kielecko-Radomską Wyższą Szkołę Inżynierską w Radomiu w 1967 r. Wchodził w skład Wyższej Szkoły Inżynierskiej w Radomiu wydzielonej z KR WSI, od 1996 r. był jednym z wydziałów Politechniki Radomskiej, a obecnie (od 2012 r.) jest częścią Uniwersytetu Technologiczno-Humanistycznego. Wydział od 1993 r. ma prawo nadawania stopnia naukowego doktora nauk technicznych w zakresie budowy i eksploatacji maszyn, a od 22 grudnia 2008 r. także w zakresie mechaniki. 23 lutego 2009 r. wydział uzyskał uprawnienia do nadawania stopnia naukowego doktora habilitowanego nauk technicznych w dyscyplinie budowa i eksploatacja maszyn. 22 listopada 2012 r. Senat Uczelni podjął decyzję o likwidacji od roku akademickiego 2012/2013 kierunku studiów energetyka prowadzonych dotychczas na Wydziale. Natomiast 7 lutego 2013 r. Senat podął decyzję o uruchomieniu od roku akademickiego 2013/2014 kierunku studiów inżynieria odnawialnych źródeł energii. Wydział Mechaniczny w ciągu swojego ponad 50-letniego istnienia wypromował 38 doktorów i 4000 inżynierów mechaników.

## Kierunki Kształcenia
Dostępne kierunki:
- Budownictwo (studia I stopnia)
- Mechanika i budowa maszyn (studia I i II stopnia)
- Pojazdy elektryczne i hybrydowe (studia I stopnia)
- Robotyka i automatyzacja procesów (studia I stopnia)
- Samochody i bezpieczeństwo w transporcie drogowym (studia I stopnia)
- Zarządzanie i inżynieria produkcji (studia I stopnia)

## Władze Wydziału
W kadencji 2020–2024:
| Stanowisko | Imię i nazwisko                |
| ---------- | ------------------------------ |
| Dziekan    | dr hab. inż. Andrzej Puchalski |
| Prodziekan | dr inż. Krzysztof Olejarczyk   |
| Prodziekan | dr hab. inż. Przemysław Motyl  |

## Struktura organizacyjna
| Katedra                                                | Kierownik                      |
| ------------------------------------------------------ | ------------------------------ |
| Katedra Budownictwa                                    | p.o. dr inż. Iga Jasińska      |
| Katedra Fizyki                                         | dr hab. Tadeusz Szumiata       |
| Katedra Mechaniki Stosowanej i Mechatroniki            | dr hab. inż. Przemysław Motyl  |
| Katedra Podstaw Konstrukcji Maszyn i Materiałoznawstwa | dr hab. inż. Wojciech Żurowski |
| Katedra Pojazdów Samochodowych                         | dr hab. inż. Krzysztof Górski  |
| Katedra Projektowania i Technologii Maszyn             | dr inż. Zbigniew Siemiątkowski |